# Роми у Црној Гори
Прва насељавања Рома на подручју данашње Црне Горе, датирају из XIV вијека, када су у вријеме Млетачке републике пристизали на црногорску обалу са подручја јужне Италије и Грчке, као робови. Њихово значајније присуство се везује за долазак Османлија на ова подручја. Забиљежено је да су Роми били коришћени као радна снага у Новом (Херцег-Нови) 1508. године. Након пада Бара и Улциња под османску власт, 1571. године, улцињски гусари су куповали Роме у Триполису и као робље их доводили у Улцињ, гдје су били продавани. Значајан број Рома је долазио и из Габеле, на ушћу Неретве, одакле су довожени бродовима (одатле назив Габељи). Османлије су их користиле као занатлије и насељавали у посебним насељима – махалама. Како се у међувремену једна група издвајала као врсни ковачи (за вријеме Османлија, ковачки занат је био основ ) издвојиће се касније у посебан ред – ковачи (типични за Бар, Улцињ и Подгорицу). За разлику од Рома ковача, Роми чергари ће се на јужнословенским просторима појавити у XVI вијеку, а у Црној Гори се почињу стално настањивати тек од 1912. године.